# تاكاشي أونوزوكا
تاكاشي أونوزوكا (小野塚貴志 أونوزوكا تاكاشي) هو مؤدي أصوات ياباني ولد في 1 فبراير 1974 في طوكيو.

## أدواره في الأنمي

### مسلسلات أنمي تلفزيونية
- الفرقة المتنقلة المدرعة: ستاند ألون كومبليكس - بازو
- الفرقة المتنقلة المدرعة: ستاند ألون كومبليكس سكند غيغ - بازو
- ناروتو شيبودن - ياوكي
- روزاريو + فامباير - تايرا
- روزاريو + فامباير CAPU2 - تايرا
- بادي كومبليكس - ميخائيلوف
- كابتن إيرث - هاروهيكو كاريا
- هايكيو!! - كانامي مونيوا

### أفلام أنمي
- الفرقة المتنقلة المدرعة: ستاند ألون كومبليكس: سوليد ستيت سوسايتي - بازو

## أدواره في الدبلجة اليابانية
- ذا باتمان - روبن
- مراهقو التايتنز - روبن
- باتمان: الجرأة و الشجاعة - روبن
- شباب العدالة - روبن
- عرض لوني تيونز - جور-إل، تيري ديلغادو
- ستة أقدام تحت الأرض - ديفيد فيشر
- أوشن 11 - ين
- مليونير متشرد - سليم مالك

## وصلات خارجية
- تاكاشي أونوزوكا على موقع IMDb (الإنجليزية)
- تاكاشي أونوزوكا على موقع قاعدة بيانات الفيلم (الإنجليزية)
- تاكاشي أونوزوكا على موقع ANN person (الإنجليزية)